# 哈姆 (比利時林堡省)
哈姆（荷蘭語：Ham，荷蘭語發音：[ˈɦɑm] ⓘ）是比利时弗拉芒大區林堡省哈瑟爾特區的一个市镇，北与安特衛普省接壤，通行荷蘭語，是弗拉芒社群的一部分，面积32.69平方千米，人口10,824人（2018年1月1日）。